# Golpe de Estado del 16 de mayo
El golpe de Estado del 16 de mayo (hangul=5.16 군사정변, hanja=五一六軍事政變, rr=O ilryuk gunsa jeongbyeon) fue un golpe de Estado militar ocurrido en Corea del Sur en 1961, organizado y llevado a cabo por Park Chung-hee y sus aliados que formaron el Comité Revolucionario Militar, teóricamente dirigido por el Jefe de Estado Mayor del Ejército Chang Do-yong después de que el anterior desertara el día del golpe. El golpe de Estado dejó sin poder al gobierno democráticamente elegido de Yun Bo-seon y puso fin a la Segunda República, instalando un Consejo Supremo para la Reconstrucción Nacional militar reformista dirigido eficazmente por Park, quien asumió el título de presidente después de la detención del general Chang en julio. El golpe de Estado fue fundamental para llevar al poder a una nueva élite  desarrollista y para sentar las bases para la rápida industrialización de Corea del Sur, bajo la dirección de Park, pero su legado es controvertido por la supresión de la democracia y las libertades civiles que implicó, y las purgas promulgadas a su paso. Denominada la "Revolución del 16 de mayo" por Park y sus aliados, "un nuevo principio nacional de madurez de espíritu", calificar la naturaleza del golpe como una "revolución" es controvertido y su valoración disputada.